# Tulare (gmina Medveđa)
Tulare (cyr. Туларе) – wieś w Serbii, w okręgu jablanickim, w gminie Medveđa. W 2011 roku liczyła 162 mieszkańców.